# Koszmosz–213
A Koszmosz–213 (oroszul: Космос–213), Koszmosz műhold, a szovjet műszeres műhold-sorozata tagja, a Szojuz-program része.

## Küldetés
A Szojuz-program keretében tovább folytatni a világűr körülményei között az ember szállítását, űrtartózkodásának, munkájának feltételeit biztosító technikai eszköz, a Szojuz 7K–OK tesztelését. Ennek során televíziós kapcsolattal ellenőrizték az automatikus összekapcsolódást/szétválást az egy nappal korábban felbocsátott Koszmosz–212 egységgel.

## Jellemzői
1968. április 15-én indították. Az orbitális egység alacsony Föld körüli pályán teljesített szolgálatot. A 88,9 perces, 51.6 fokos hajlásszögű, elliptikus pálya elemei: perigeuma 193 kilométer, apogeuma 253 kilométer volt. Hasznos tömege 6530 kilogramm. Pályára állás után rendszereit méréseknek vetették alá, Ellenőrizték a pályaváltoztatást elősegítő gázfúvókák, kisrakéta-hajtóművel történő működését. Tudományos adatokat és méréseket többcsatornás telemetria-rendszeren keresztül továbbított földi vevőállomásokra. A dokkolási műveletre április 15-én került sor. Összesen 5 napot és 37 percet töltött a világűrben.
Április 20-án földi utasításra belépett a légkörbe, a leszállás hagyományos módon – ejtőernyős leereszkedés – történt, Karagandi körzetében ért Földet.